# Somerset
Il Somerset (pronuncia [ˈsʌmərsɛt] o [ˈsʌmərsɨt]), anticamente Somersetshire, è una contea dell'Inghilterra del sud-ovest.
La forza di polizia territoriale inglese responsabile dell'applicazione della legge nella contea del Somerset e in quattro distretti che si trovavano nella defunta contea di Avon (Bristol, Bath and North East Somerset, North Somerset e South Gloucestershire), è la Avon and Somerset Police (Polizia di Avon e Somerset).

## Geografia fisica
La contea di Somerset a nord è bagnata dal Canale di Bristol e confina con le contee di Bristol e del Gloucestershire, ad est confina con il Wiltshire, a sud-est confina con il Dorset e a sud-ovest e a ovest confina con il Devon.
Il territorio è prevalentemente pianeggiante nella parte centrale e drenato dai fiumi Axe, Brue, Parrett, Yeo e Tone che scorrono verso il Canale di Bristol mentre l'Exe, che nasce nell'estremo ovest della contea sfocia nella Manica. Nel nord della contea si elevano le colline Mendip che raggiungono i 325 metri di altezza con il Beacon Batch. A nord delle Mendip il territorio è ondulato e drenato dall'Avon, dal Frome, dal Chew e dall'Yeo. Nell'area centro-orientale si elevano isolate le Quantock Hills. Tra le Mendip e le Quantock si distende la zona umida, poco popolata, del Somerset Level, dominata da una pianura costiera umida coperta da prati, che corrisponde approssimativamente al distretto di Sedgemoor ed il sud-est del distretto di Mendip.
A sud al confine con il Devon si elevano le Blackdown Hills e a ovest l'area prevalentemente collinosa dell'Exmoor, protetta da un parco nazionale, che raggiunge nei 519 metri del Dunkery Beacon la massima elevazione della contea. La costa ad est, in corrispondenza del Canale di Bristol, è interessata da maree tra le più alte al mondo, che raggiungono i 12 metri di altezza. In quest'area la costa è bassa per poi raggiungere notevoli e spettacolari altezze lungo la costa dell'Exmoor. Il capoluogo di contea è Taunton posta sul fiume Tone al centro della contea. Altre città di rilievo nel Somerset centrale sono Bridgwater e Glastonbury. A nord è situata la storica città di origine romana di Bath. Ai piedi delle Mendip sorge Wells e Cheddar. A sud, nei pressi del confine con il Dorset, il centro principale è Yeovil. Centri importanti della costa sono: Weston-super-Mare, Burnham-on-Sea e Minehead.

## Geografia antropica

### Suddivisioni amministrative
Il Somerset è diviso nei seguenti distretti: South Somerset, West Somerset and Taunton, Sedgemoor e Mendip. Il distretto unitario di Bath and North East Somerset è stato istituito nel 1996 in seguito all'abolizione della contea di Avon.
Il North Somerset è stato un distretto della dissolta contea di Avon dal 1974 al 1996 quando è divenuto un distretto unitario del Somerset.

#### Suddivisioni
|  | 1. South Somerset 2. Taunton Deane 3. West Somerset 4. Sedgemoor 5. Mendip 6. Bath and North East Somerset (autorità unitaria) 7. North Somerset (autorità unitaria) |

Nel 2019 due distretti si sono uniti, diventando Somerset West and Taunton.

## Monumenti e luoghi d'interesse
- Abbazia di Glastonbury
- Bath, con le terme romane e la sua architettura georgiana, patrimonio dell'umanità UNESCO.

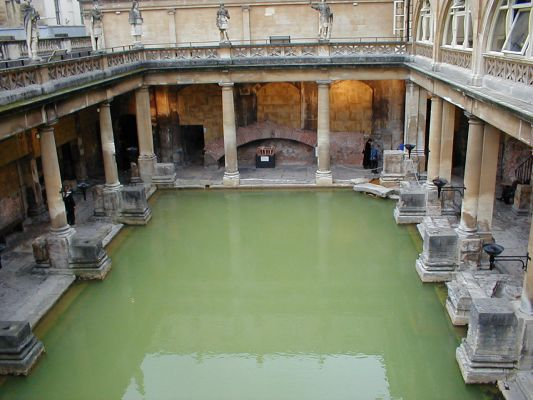
Le terme romane di Bath

- Brean Down, promontorio sulla baia di Bristol, con il forte di Brean Down[2]
- Castello di Dunster
- Chiesa di San Bartolomeo di Lyng.
- Cattedrale di Wells.
- Colline del Mendip (Mendip Hills), area di bellezza naturale.
- Exmoor, parco nazionale.
- Glastonbury Festival
- Glastonbury Tor, collina conica con resti archeologici.
- Gola di Cheddar, la più ampia gola del Regno Unito, nelle colline Mendip, con la grotta di Gough
- Minehead, centro di turismo balneare.
- Ponte sospeso di Clifton, che scavalca la gola sul fiume Avon, collegando Clifton, parte della città di Bristol, a Leigh Woods nel North Somerset. Progettato da Isambard Kingdom Brunel.
- La Sweet Track, una delle più antiche strade del nord Europa.